# Coelioxys reediana
Coelioxys reediana är en biart som beskrevs av Holmberg 1916. Coelioxys reediana ingår i släktet kägelbin, och familjen buksamlarbin. Inga underarter finns listade i Catalogue of Life.